# Myrmeleon (Myrmeleon) chappuisinus
Myrmeleon (Myrmeleon) chappuisinus is een insect uit de familie van de mierenleeuwen (Myrmeleontidae), die tot de orde netvleugeligen (Neuroptera) behoort. 
Myrmeleon (Myrmeleon) chappuisinus is voor het eerst wetenschappelijk beschreven door Navás in 1936.